# Interlands Nederlands voetbalelftal 1960-1969
Deze pagina toont een chronologisch en gedetailleerd overzicht van de interlands die het Nederlands voetbalelftal heeft gespeeld in de periode 1960 – 1969.
In deze periode werden in totaal 66 interlands gespeeld waarvan er 21 gewonnen werden, 16 wedstrijden eindigde in gelijk spel en 29 keer werd er verloren. Nederland wist zicht niet te kwalificeren voor de WK's van 1962 en 1966. Nederland schreef zich niet in voor het allereerste WK in 1960. In 1964 en 1968 wist het zich niet te kwalificeren voor de eindrondes.

## Interlands

### 1960
|                                                                      |                                                   |       |                                         |                                                                                          |
| 3 april Vriendschappelijk № 244 «onderlinge duels» 14:30 uur (UTC+1) | Nederland                                         | 4 – 2 | Bulgarije                               | Olympisch Stadion, Amsterdam Toeschouwers: 58.000 Scheidsrechter: Giulio Campanati (ITA) |
| 3 april Vriendschappelijk № 244 «onderlinge duels» 14:30 uur (UTC+1) | Tonny van der Linden 23', 28', 77' Henk Groot 88' |       | 9' Dimitr Yakimov 28' Panajot Panajotov | Olympisch Stadion, Amsterdam Toeschouwers: 58.000 Scheidsrechter: Giulio Campanati (ITA) |

|                                                                       |                                    |       |                  |                                                                                |
| 24 april Vriendschappelijk № 245 «onderlinge duels» 15:00 uur (UTC+1) | België                             | 2 – 1 | Nederland        | Bosuilstadion, Antwerpen Toeschouwers: 58.012 Scheidsrechter: Jack Kelly (ENG) |
| 24 april Vriendschappelijk № 245 «onderlinge duels» 15:00 uur (UTC+1) | Martin Lippens 3' André Piters 57' |       | 15' Kees Rijvers | Bosuilstadion, Antwerpen Toeschouwers: 58.012 Scheidsrechter: Jack Kelly (ENG) |

|                                                                     |                                        |       |                 |                                                                                 |
| 18 mei Vriendschappelijk № 246 «onderlinge duels» 20:15 uur (UTC+1) | Zwitserland                            | 3 – 1 | Nederland       | Letzigrund, Zürich Toeschouwers: 17.081 Scheidsrechter: Friedrich Seipelt (AUT) |
| 18 mei Vriendschappelijk № 246 «onderlinge duels» 20:15 uur (UTC+1) | Anton Allemann 16', 70' Seppe Hügi 46' |       | 6' Kees Rijvers | Letzigrund, Zürich Toeschouwers: 17.081 Scheidsrechter: Friedrich Seipelt (AUT) |

|                                                    |                                                           |       |                      | |
| 26 juni Vriendschappelijk № 247 «onderlinge duels» | Mexico                                                    | 3 – 1 | Nederland            | Estadio Olímpico Universitario, Mexico-Stad Toeschouwers: 68.000 Scheidsrechter: Arturo Yamasaki (PER) |
| 26 juni Vriendschappelijk № 247 «onderlinge duels» | Héctor Hernández 31' Isidoro Díaz 56' Carlos González 76' |       | 82' Cor van der Gijp | Estadio Olímpico Universitario, Mexico-Stad Toeschouwers: 68.000 Scheidsrechter: Arturo Yamasaki (PER) |

|                                                                         |                      |       |           |                                                                                       |
| 29 juni Vriendschappelijk № 248 «onderlinge duels» 20:30 uur (UTC−4:30) | Nederlandse Antillen | 0 – 0 | Nederland | Rif Stadion, Willemstad Toeschouwers: 6.000 Scheidsrechter: Ramiro García Rosas (MEX) |
| 29 juni Vriendschappelijk № 248 «onderlinge duels» 20:30 uur (UTC−4:30) |                      |       |           | Rif Stadion, Willemstad Toeschouwers: 6.000 Scheidsrechter: Ramiro García Rosas (MEX) |

|                                                   |                   |       |                                            |                                                                                         |
| 3 juli Vriendschappelijk № 249 «onderlinge duels» | Suriname          | 3 – 4 | Nederland                                  | Suriname Stadion, Paramaribo Toeschouwers: 12.000 Scheidsrechter: Leonard Jardine (TRI) |
| 3 juli Vriendschappelijk № 249 «onderlinge duels» | ? 14' ? 74' ? 87' |       | 12' Sjaak Swart 20', 34', 63' Piet Kruiver | Suriname Stadion, Paramaribo Toeschouwers: 12.000 Scheidsrechter: Leonard Jardine (TRI) |

|                                                                        |                   |       |                                                                    |                                                                                    |
| 2 oktober Vriendschappelijk № 250 «onderlinge duels» 15:00 uur (UTC+1) | België            | 1 – 4 | Nederland                                                          | Bosuilstadion, Antwerpen Toeschouwers: 57.439 Scheidsrechter: Bobby Davidson (SCO) |
| 2 oktober Vriendschappelijk № 250 «onderlinge duels» 15:00 uur (UTC+1) | Victor Wegria 54' |       | 43', 89' Henk Groot 51' Piet van der Kuil 71' (e.d.) Charles Saeys | Bosuilstadion, Antwerpen Toeschouwers: 57.439 Scheidsrechter: Bobby Davidson (SCO) |

|                                                                         |                                              |       |           |                                                                                    |
| 30 oktober Vriendschappelijk № 251 «onderlinge duels» 21:30 uur (UTC+1) | Tsjecho-Slowakije                            | 4 – 0 | Nederland | Letenský Stadion, Praag Toeschouwers: 11.000 Scheidsrechter: Werner Bergmann (DDR) |
| 30 oktober Vriendschappelijk № 251 «onderlinge duels» 21:30 uur (UTC+1) | Adolf Scherer 7', 40', 57' Josef Kadraba 49' |       |           | Letenský Stadion, Praag Toeschouwers: 11.000 Scheidsrechter: Werner Bergmann (DDR) |

### 1961
|                                                                       |                                                                           |       |                                        |                                                                           |
| 22 maart Vriendschappelijk № 252 «onderlinge duels» 20:15 uur (UTC+1) | Nederland                                                                 | 6 – 2 | België                                 | De Kuip, Rotterdam Toeschouwers: 65.000 Scheidsrechter: Karol Galba (TCH) |
| 22 maart Vriendschappelijk № 252 «onderlinge duels» 20:15 uur (UTC+1) | Piet Kruiver 1', 37' Henk Groot 38', 88' Sjaak Swart 80' Coen Moulijn 87' |       | 17' Marcel Paeschen 30' Paul Van Himst | De Kuip, Rotterdam Toeschouwers: 65.000 Scheidsrechter: Karol Galba (TCH) |

|                                                                       |                        |       |                                             |                                                                                        |
| 19 april Vriendschappelijk № 253 «onderlinge duels» 20:00 uur (UTC+1) | Nederland              | 1 – 2 | Mexico                                      | Olympisch Stadion, Amsterdam Toeschouwers: 55.000 Scheidsrechter: Erik Johansson (SWE) |
| 19 april Vriendschappelijk № 253 «onderlinge duels» 20:00 uur (UTC+1) | Faas Wilkes 68' (pen.) |       | 25' Alfredo Del'Aguila 83' Francisco Flóres | Olympisch Stadion, Amsterdam Toeschouwers: 55.000 Scheidsrechter: Erik Johansson (SWE) |

|                                                                          |           |                                                     |           |                                                                              |
| 30 april WK 1962 kwalificatie № 254 «onderlinge duels» 14:30 uur (UTC+1) | Nederland | 0 – 3                                               | Hongarije | De Kuip, Rotterdam Toeschouwers: 63.900 Scheidsrechter: Cliff Kingston (WAL) |
| 30 april WK 1962 kwalificatie № 254 «onderlinge duels» 14:30 uur (UTC+1) |           | 23' Károly Sándor 24' Máté Fenyvesi 37' Lajos Tichy |           | De Kuip, Rotterdam Toeschouwers: 63.900 Scheidsrechter: Cliff Kingston (WAL) |

|                                                                        |                  |       |                |                                                                                            |
| 14 mei WK 1962 kwalificatie № 255 «onderlinge duels» 16:00 uur (UTC+1) | DDR              | 1 – 1 | Nederland      | Zentralstadion, Leipzig Toeschouwers: 60.000 Scheidsrechter: Carl Frederik Jørgensen (DEN) |
| 14 mei WK 1962 kwalificatie № 255 «onderlinge duels» 16:00 uur (UTC+1) | Dieter Erler 79' |       | 63' Henk Groot | Zentralstadion, Leipzig Toeschouwers: 60.000 Scheidsrechter: Carl Frederik Jørgensen (DEN) |

|                                                                            |                                                        |       |                                             |                                                                                |
| 22 oktober WK 1962 kwalificatie № 256 «onderlinge duels» 14:30 uur (UTC+1) | Hongarije                                              | 3 – 3 | Nederland                                   | Népstadion, Boedapest Toeschouwers: 28.000 Scheidsrechter: Hugh Phillips (SCO) |
| 22 oktober WK 1962 kwalificatie № 256 «onderlinge duels» 14:30 uur (UTC+1) | Tivadar Monostori 19' János Göröcs 21' Lajos Tichy 77' |       | 7', 14' Tonny van der Linden 56' Henk Groot | Népstadion, Boedapest Toeschouwers: 28.000 Scheidsrechter: Hugh Phillips (SCO) |

|                                                                          |           |                                                                  |        |                                                                                        |
| 12 november Vriendschappelijk № 257 «onderlinge duels» 14:30 uur (UTC+1) | Nederland | 0 – 4                                                            | België | Olympisch Stadion, Amsterdam Toeschouwers: 62.000 Scheidsrechter: Bobby Davidson (SCO) |
| 12 november Vriendschappelijk № 257 «onderlinge duels» 14:30 uur (UTC+1) |           | 25', 43' Roger Claessen 30' Paul Van Den Berg 46' Paul Van Himst |        | Olympisch Stadion, Amsterdam Toeschouwers: 62.000 Scheidsrechter: Bobby Davidson (SCO) |

### 1962
|                                                                      |                                           |       |                          |                                                                                      |
| 1 april Vriendschappelijk № 258 «onderlinge duels» 15:00 uur (UTC+1) | België                                    | 3 – 1 | Nederland                | Bosuilstadion, Antwerpen Toeschouwers: 57.988 Scheidsrechter: Giulio Campanati (ITA) |
| 1 april Vriendschappelijk № 258 «onderlinge duels» 15:00 uur (UTC+1) | Jef Jurion 26' Paul Van Den Berg 33', 80' |       | 37' Tonny van der Linden | Bosuilstadion, Antwerpen Toeschouwers: 57.988 Scheidsrechter: Giulio Campanati (ITA) |

|                                                                    |                                                                     |       |               |                                                                               |
| 9 mei Vriendschappelijk № 259 «onderlinge duels» 20:15 uur (UTC+1) | Nederland                                                           | 4 – 0 | Noord-Ierland | De Kuip, Rotterdam Toeschouwers: 30.000 Scheidsrechter: Werner Treichel (FRG) |
| 9 mei Vriendschappelijk № 259 «onderlinge duels» 20:15 uur (UTC+1) | Sjaak Swart 48' Piet van der Kuil 51' Tonny van der Linden 70', 73' |       |               | De Kuip, Rotterdam Toeschouwers: 30.000 Scheidsrechter: Werner Treichel (FRG) |

|                                                                     |                                   |       |                         |                                                                              |
| 16 mei Vriendschappelijk № 260 «onderlinge duels» 19:00 uur (UTC+2) | Noorwegen                         | 2 – 1 | Nederland               | Ullevaalstadion, Oslo Toeschouwers: 17.723 Scheidsrechter: Bertil Lööw (SWE) |
| 16 mei Vriendschappelijk № 260 «onderlinge duels» 19:00 uur (UTC+2) | Roald Jensen 50' Bjørn Borgen 63' |       | 1' Tonny van der Linden | Ullevaalstadion, Oslo Toeschouwers: 17.723 Scheidsrechter: Bertil Lööw (SWE) |

|                                                                          |                                                                                 |       |                      |                                                                                       |
| 5 september Vriendschappelijk № 261 «onderlinge duels» 20:00 uur (UTC+1) | Nederland                                                                       | 8 – 0 | Nederlandse Antillen | Olympisch Stadion, Amsterdam Toeschouwers: 16.000 Scheidsrechter: Jef Casteleyn (BEL) |
| 5 september Vriendschappelijk № 261 «onderlinge duels» 20:00 uur (UTC+1) | Henk Groot 24', 25', 70' Co Prins 30', 83' Piet Keizer 35' Sjaak Swart 47', 51' |       |                      | Olympisch Stadion, Amsterdam Toeschouwers: 16.000 Scheidsrechter: Jef Casteleyn (BEL) |

|                                                                           |                                                                           |       |              |                                                                                             |
| 26 september Vriendschappelijk № 262 «onderlinge duels» 19:00 uur (UTC+1) | Denemarken                                                                | 4 – 1 | Nederland    | Københavns Idrætspark, Kopenhagen Toeschouwers: 13.000 Scheidsrechter: Joseph Heymann (SUI) |
| 26 september Vriendschappelijk № 262 «onderlinge duels» 19:00 uur (UTC+1) | Ole Madsen 28' Henning Enoksen 29' Henning Enoksen 75' Carl Bertelsen 88' |       | 42' Co Prins | Københavns Idrætspark, Kopenhagen Toeschouwers: 13.000 Scheidsrechter: Joseph Heymann (SUI) |

|                                                                         |                                         |       |           |                                                                                            |
| 14 oktober Vriendschappelijk № 263 «onderlinge duels» 15:00 uur (UTC+1) | België                                  | 2 – 0 | Nederland | Bosuilstadion, Antwerpen Toeschouwers: 54.662 Scheidsrechter: José Caballero Camacho (ESP) |
| 14 oktober Vriendschappelijk № 263 «onderlinge duels» 15:00 uur (UTC+1) | Jacques Stockman 41' Paul Van Himst 55' |       |           | Bosuilstadion, Antwerpen Toeschouwers: 54.662 Scheidsrechter: José Caballero Camacho (ESP) |

|                                                                             |                                                         |       |                   |                                                                                        |
| 11 november EK 1964 kwalificatie № 264 «onderlinge duels» 14:30 uur (UTC+1) | Nederland                                               | 3 – 1 | Zwitserland       | Olympisch Stadion, Amsterdam Toeschouwers: 59.996 Scheidsrechter: Joaquim Campos (POR) |
| 11 november EK 1964 kwalificatie № 264 «onderlinge duels» 14:30 uur (UTC+1) | Tonny van der Linden 11' Sjaak Swart 75' Henk Groot 76' |       | 43' Charly Hertig | Olympisch Stadion, Amsterdam Toeschouwers: 59.996 Scheidsrechter: Joaquim Campos (POR) |

### 1963
|                                                                      |           |                       |        |                                                                                |
| 3 maart Vriendschappelijk № 265 «onderlinge duels» 14:30 uur (UTC+1) | Nederland | 0 – 1                 | België | De Kuip, Rotterdam Toeschouwers: 65.000 Scheidsrechter: Kurt Tschenscher (FRG) |
| 3 maart Vriendschappelijk № 265 «onderlinge duels» 14:30 uur (UTC+1) |           | 15' Paul Van Den Berg |        | De Kuip, Rotterdam Toeschouwers: 65.000 Scheidsrechter: Kurt Tschenscher (FRG) |

|                                                                          |                    |       |                 |                                                                             |
| 31 maart EK 1964 kwalificatie № 266 «onderlinge duels» 15:00 uur (UTC+1) | Zwitserland        | 1 – 1 | Nederland       | Wankdorf, Bern Toeschouwers: 31.794 Scheidsrechter: Jozef Kandlbinder (FRG) |
| 31 maart EK 1964 kwalificatie № 266 «onderlinge duels» 15:00 uur (UTC+1) | Anton Allemann 75' |       | 6' Piet Kruiver | Wankdorf, Bern Toeschouwers: 31.794 Scheidsrechter: Jozef Kandlbinder (FRG) |

|                                                                       |                |       |           |                                                                              |
| 17 april Vriendschappelijk № 267 «onderlinge duels» 20:15 uur (UTC+1) | Nederland      | 1 – 0 | Frankrijk | De Kuip, Rotterdam Toeschouwers: 41.000 Scheidsrechter: Johannes Malka (FRG) |
| 17 april Vriendschappelijk № 267 «onderlinge duels» 20:15 uur (UTC+1) | Henk Groot 73' |       |           | De Kuip, Rotterdam Toeschouwers: 41.000 Scheidsrechter: Johannes Malka (FRG) |

|                                                                    |                   |       |          |                                                                                       |
| 2 mei Vriendschappelijk № 268 «onderlinge duels» 20:00 uur (UTC+1) | Nederland         | 1 – 0 | Brazilië | Olympisch Stadion, Amsterdam Toeschouwers: 60.000 Scheidsrechter: Einar Boström (SWE) |
| 2 mei Vriendschappelijk № 268 «onderlinge duels» 20:00 uur (UTC+1) | Peet Petersen 89' |       |          | Olympisch Stadion, Amsterdam Toeschouwers: 60.000 Scheidsrechter: Einar Boström (SWE) |

|                                                                              |                  |       |              |                                                                                        |
| 11 september EK 1964 kwalificatie № 269 «onderlinge duels» 20:00 uur (UTC+1) | Nederland        | 1 – 1 | Luxemburg    | Olympisch Stadion, Amsterdam Toeschouwers: 36.523 Scheidsrechter: Arthur Blavier (BEL) |
| 11 september EK 1964 kwalificatie № 269 «onderlinge duels» 20:00 uur (UTC+1) | Klaas Nuninga 5' |       | 34' Paul May | Olympisch Stadion, Amsterdam Toeschouwers: 36.523 Scheidsrechter: Arthur Blavier (BEL) |

|                                                                         |                 |       |                       |                                                                                     |
| 20 oktober Vriendschappelijk № 270 «onderlinge duels» 14:30 uur (UTC+1) | Nederland       | 1 – 1 | België                | Olympisch Stadion, Amsterdam Toeschouwers: 60.000 Scheidsrechter: Raoul Righi (ITA) |
| 20 oktober Vriendschappelijk № 270 «onderlinge duels» 14:30 uur (UTC+1) | Piet Keizer 60' |       | 83' Paul Van Den Berg | Olympisch Stadion, Amsterdam Toeschouwers: 60.000 Scheidsrechter: Raoul Righi (ITA) |

|                                                                            |                  |       |                         |                                                                           |
| 30 oktober EK 1964 kwalificatie № 271 «onderlinge duels» 20:15 uur (UTC+1) | Nederland        | 1 – 2 | Luxemburg               | De Kuip, Rotterdam Toeschouwers: 42.385 Scheidsrechter: Marcel Bois (FRA) |
| 30 oktober EK 1964 kwalificatie № 271 «onderlinge duels» 20:15 uur (UTC+1) | Piet Kruiver 35' |       | 20', 68' Camille Dimmer | De Kuip, Rotterdam Toeschouwers: 42.385 Scheidsrechter: Marcel Bois (FRA) |

### 1964
|                                                                       |        |       |           |                                                                                  |
| 22 maart Vriendschappelijk № 272 «onderlinge duels» 15:00 uur (UTC+1) | België | 0 – 0 | Nederland | Bosuilstadion, Antwerpen Toeschouwers: 43.405 Scheidsrechter: Kevin Howley (ENG) |
| 22 maart Vriendschappelijk № 272 «onderlinge duels» 15:00 uur (UTC+1) |        |       |           | Bosuilstadion, Antwerpen Toeschouwers: 43.405 Scheidsrechter: Kevin Howley (ENG) |

|                                                                       |                   |       |                  |                                                                                     |
| 12 april Vriendschappelijk № 273 «onderlinge duels» 14:30 uur (UTC+1) | Nederland         | 1 – 1 | Oostenrijk       | Olympisch Stadion, Amsterdam Toeschouwers: 49.000 Scheidsrechter: Milan Fencl (TCH) |
| 12 april Vriendschappelijk № 273 «onderlinge duels» 14:30 uur (UTC+1) | Klaas Nuninga 25' |       | 2' Rudolf Flögel | Olympisch Stadion, Amsterdam Toeschouwers: 49.000 Scheidsrechter: Milan Fencl (TCH) |

|                                                                       |           |                   |        |                                                                                   |
| 29 april Vriendschappelijk № 274 «onderlinge duels» 20:15 uur (UTC+1) | Nederland | 0 – 1             | Zweden | De Kuip, Rotterdam Toeschouwers: 35.000 Scheidsrechter: Gerhard Schulenburg (FRG) |
| 29 april Vriendschappelijk № 274 «onderlinge duels» 20:15 uur (UTC+1) |           | 4' Agne Simonsson |        | De Kuip, Rotterdam Toeschouwers: 35.000 Scheidsrechter: Gerhard Schulenburg (FRG) |

|                                                                        |                                              |       |         |                                                                            |
| 24 mei WK 1966 kwalificatie № 275 «onderlinge duels» 14:30 uur (UTC+1) | Nederland                                    | 2 – 0 | Albanië | De Kuip, Rotterdam Toeschouwers: 28.745 Scheidsrechter: John Meighan (IRL) |
| 24 mei WK 1966 kwalificatie № 275 «onderlinge duels» 14:30 uur (UTC+1) | Daan Schrijvers 48' (pen.) Bennie Muller 52' |       |         | De Kuip, Rotterdam Toeschouwers: 28.745 Scheidsrechter: John Meighan (IRL) |

|                                                                           |                |       |           |                                                                                      |
| 30 september Vriendschappelijk № 276 «onderlinge duels» 20:00 uur (UTC+1) | België         | 1 – 0 | Nederland | Bosuilstadion, Antwerpen Toeschouwers: 8.786 Scheidsrechter: Concetto Lo Bello (ITA) |
| 30 september Vriendschappelijk № 276 «onderlinge duels» 20:00 uur (UTC+1) | Jef Jurion 87' |       |           | Bosuilstadion, Antwerpen Toeschouwers: 8.786 Scheidsrechter: Concetto Lo Bello (ITA) |

|                                                                            |         |                                      |           |                                                                                                |
| 25 oktober WK 1966 kwalificatie № 277 «onderlinge duels» 15:00 uur (UTC+1) | Albanië | 0 – 2                                | Nederland | Stadiumi Kombëtar Qemal Stafa, Tirana Toeschouwers: 27.579 Scheidsrechter: Petar Dzhonev (BUL) |
| 25 oktober WK 1966 kwalificatie № 277 «onderlinge duels» 15:00 uur (UTC+1) |         | 2' Hennie van Nee 87' Frans Geurtsen |           | Stadiumi Kombëtar Qemal Stafa, Tirana Toeschouwers: 27.579 Scheidsrechter: Petar Dzhonev (BUL) |

|                                                                         |                  |       |                   |                                                                                       |
| 9 december Vriendschappelijk № 278 «onderlinge duels» 20:00 uur (UTC+1) | Nederland        | 1 – 1 | Engeland          | Olympisch Stadion, Amsterdam Toeschouwers: 58.000 Scheidsrechter: Joseph Hannet (BEL) |
| 9 december Vriendschappelijk № 278 «onderlinge duels» 20:00 uur (UTC+1) | Coen Moulijn 77' |       | 85' Jimmy Greaves | Olympisch Stadion, Amsterdam Toeschouwers: 58.000 Scheidsrechter: Joseph Hannet (BEL) |

### 1965
|                                                                         |        |                  |           |                                                                                      |
| 26 januari Vriendschappelijk № 279 «onderlinge duels» 15:00 uur (UTC+1) | Israël | 0 – 1            | Nederland | Bloomfieldstadion, Tel Aviv Toeschouwers: 14.000 Scheidsrechter: Abraham Klein (ISR) |
| 26 januari Vriendschappelijk № 279 «onderlinge duels» 15:00 uur (UTC+1) |        | 32' Piet Fransen |           | Bloomfieldstadion, Tel Aviv Toeschouwers: 14.000 Scheidsrechter: Abraham Klein (ISR) |

|                                                                        |                                    |       |                   |                                                                                |
| 17 maart WK 1966 kwalificatie № 280 «onderlinge duels» 19:45 uur (UTC) | Noord-Ierland                      | 2 – 1 | Nederland         | Windsor Park, Belfast Toeschouwers: 25.300 Scheidsrechter: Tage Sørensen (DEN) |
| 17 maart WK 1966 kwalificatie № 280 «onderlinge duels» 19:45 uur (UTC) | Johnny Crossan 11' Terry Neill 62' |       | 6' Hennie van Nee | Windsor Park, Belfast Toeschouwers: 25.300 Scheidsrechter: Tage Sørensen (DEN) |

|                                                                         |           |       |               |                                                                             |
| 7 april WK 1966 kwalificatie № 281 «onderlinge duels» 20:15 uur (UTC+1) | Nederland | 0 – 0 | Noord-Ierland | De Kuip, Rotterdam Toeschouwers: 61.954 Scheidsrechter: Bill Clements (ENG) |
| 7 april WK 1966 kwalificatie № 281 «onderlinge duels» 20:15 uur (UTC+1) |           |       |               | De Kuip, Rotterdam Toeschouwers: 61.954 Scheidsrechter: Bill Clements (ENG) |

|                                                                            |           |       |             |                                                                                       |
| 17 oktober WK 1966 kwalificatie № 282 «onderlinge duels» 14:30 uur (UTC+1) | Nederland | 0 – 0 | Zwitserland | Olympisch Stadion, Amsterdam Toeschouwers: 57.759 Scheidsrechter: Einar Boström (SWE) |
| 17 oktober WK 1966 kwalificatie № 282 «onderlinge duels» 14:30 uur (UTC+1) |           |       |             | Olympisch Stadion, Amsterdam Toeschouwers: 57.759 Scheidsrechter: Einar Boström (SWE) |

|                                                                             |                                    |       |                   |                                                                            |
| 14 november WK 1966 kwalificatie № 283 «onderlinge duels» 14:30 uur (UTC+1) | Zwitserland                        | 2 – 1 | Nederland         | Wankdorf, Bern Toeschouwers: 44.009 Scheidsrechter: Kurt Tschenscher (FRG) |
| 14 november WK 1966 kwalificatie № 283 «onderlinge duels» 14:30 uur (UTC+1) | Robert Hosp 10' Anton Allemann 87' |       | 53' Theo Laseroms | Wankdorf, Bern Toeschouwers: 44.009 Scheidsrechter: Kurt Tschenscher (FRG) |

### 1966
|                                                                       |                                   |       |                                                              |                                                                               |
| 23 maart Vriendschappelijk № 284 «onderlinge duels» 20:15 uur (UTC+1) | Nederland                         | 2 – 4 | West-Duitsland                                               | De Kuip, Rotterdam Toeschouwers: 63.000 Scheidsrechter: Kenneth Dagnall (ENG) |
| 23 maart Vriendschappelijk № 284 «onderlinge duels» 20:15 uur (UTC+1) | Sjaak Swart 22' Klaas Nuninga 48' |       | 7' Uwe Seeler 16' Lothar Emmerich 39', 50' Franz Beckenbauer | De Kuip, Rotterdam Toeschouwers: 63.000 Scheidsrechter: Kenneth Dagnall (ENG) |

|                                                                       |                                                            |       |                    |                                                                            |
| 17 april Vriendschappelijk № 285 «onderlinge duels» 14:30 uur (UTC+1) | Nederland                                                  | 3 – 1 | België             | De Kuip, Rotterdam Toeschouwers: 65.000 Scheidsrechter: James Finney (ENG) |
| 17 april Vriendschappelijk № 285 «onderlinge duels» 14:30 uur (UTC+1) | Willy van der Kuijlen 9' Piet Keizer 30' Bennie Muller 61' |       | 77' Lucien Spronck | De Kuip, Rotterdam Toeschouwers: 65.000 Scheidsrechter: James Finney (ENG) |

|                                                                     |           |                                                  |           |                                                                                  |
| 11 mei Vriendschappelijk № 286 «onderlinge duels» 19:30 uur (UTC+1) | Schotland | 0 – 3                                            | Nederland | Hampden Park, Glasgow Toeschouwers: 16.513 Scheidsrechter: Kenneth Dagnall (ENG) |
| 11 mei Vriendschappelijk № 286 «onderlinge duels» 19:30 uur (UTC+1) |           | 14' Klaas Nuninga 52', 84' Willy van der Kuijlen |           | Hampden Park, Glasgow Toeschouwers: 16.513 Scheidsrechter: Kenneth Dagnall (ENG) |

|                                                                             |                                 |       |                                     |                                                                             |
| 7 september EK 1968 kwalificatie № 287 «onderlinge duels» 20:30 uur (UTC+1) | Nederland                       | 2 – 2 | Hongarije                           | De Kuip, Rotterdam Toeschouwers: 62.100 Scheidsrechter: Birger Nilsen (NOR) |
| 7 september EK 1968 kwalificatie № 287 «onderlinge duels» 20:30 uur (UTC+1) | Miel Pijs 37' Johan Cruijff 50' |       | 71' Dezső Molnár 88' Kálmán Mészöly | De Kuip, Rotterdam Toeschouwers: 62.100 Scheidsrechter: Birger Nilsen (NOR) |

|                                                                           |                                    |       |                            |                                                                                         |
| 18 september Vriendschappelijk № 288 «onderlinge duels» 15:30 uur (UTC+1) | Oostenrijk                         | 2 – 1 | Nederland                  | Ernst Happelstadion, Wenen Toeschouwers: 32.000 Scheidsrechter: Concetto Lo Bello (ITA) |
| 18 september Vriendschappelijk № 288 «onderlinge duels» 15:30 uur (UTC+1) | Robert Sara 12' Franz Viehböck 74' |       | 38' (e.d.) Walter Glechner | Ernst Happelstadion, Wenen Toeschouwers: 32.000 Scheidsrechter: Concetto Lo Bello (ITA) |

|                                                                         |                 |       |                                  |                                                                                       |
| 6 november Vriendschappelijk № 289 «onderlinge duels» 14:30 uur (UTC+1) | Nederland       | 1 – 2 | Tsjecho-Slowakije                | Olympisch Stadion, Amsterdam Toeschouwers: 52.000 Scheidsrechter: Rudi Glöckner (DDR) |
| 6 november Vriendschappelijk № 289 «onderlinge duels» 14:30 uur (UTC+1) | Sjaak Swart 51' |       | 27' Ján Geleta 54' Ivan Hrdlička | Olympisch Stadion, Amsterdam Toeschouwers: 52.000 Scheidsrechter: Rudi Glöckner (DDR) |

|                                                                             |                                           |       |            |                                                                               |
| 30 november EK 1968 kwalificatie № 290 «onderlinge duels» 20:30 uur (UTC+1) | Nederland                                 | 2 – 0 | Denemarken | De Kuip, Rotterdam Toeschouwers: 25.134 Scheidsrechter: Aníbal Oliveira (POR) |
| 30 november EK 1968 kwalificatie № 290 «onderlinge duels» 20:30 uur (UTC+1) | Sjaak Swart 88' Willy van der Kuijlen 90' |       |            | De Kuip, Rotterdam Toeschouwers: 25.134 Scheidsrechter: Aníbal Oliveira (POR) |

### 1967
|                                                                         |                                                  |       |                                     |                                                                                      |
| 5 april EK 1968 kwalificatie № 291 «onderlinge duels» 17:00 uur (UTC+1) | DDR                                              | 4 – 3 | Nederland                           | Zentralstadion, Leipzig Toeschouwers: 30.207 Scheidsrechter: Hannes Sigurðsson (ISL) |
| 5 april EK 1968 kwalificatie № 291 «onderlinge duels» 17:00 uur (UTC+1) | Eberhard Vogel 50' Henning Frenzel 62', 78', 85' |       | 10' Jan Mulder 12', 65' Piet Keizer | Zentralstadion, Leipzig Toeschouwers: 30.207 Scheidsrechter: Hannes Sigurðsson (ISL) |

|                                                                       |                   |       |           |                                                                                          |
| 16 april Vriendschappelijk № 292 «onderlinge duels» 15:00 uur (UTC+1) | België            | 1 – 0 | Nederland | Bosuilstadion, Antwerpen Toeschouwers: 38.277 Scheidsrechter: Hans-Joachim Weyland (FRG) |
| 16 april Vriendschappelijk № 292 «onderlinge duels» 15:00 uur (UTC+1) | Wilfried Puis 19' |       |           | Bosuilstadion, Antwerpen Toeschouwers: 38.277 Scheidsrechter: Hans-Joachim Weyland (FRG) |

|                                                                        |                                           |       |                  |                                                                              |
| 10 mei EK 1968 kwalificatie № 293 «onderlinge duels» 19:15 uur (UTC+1) | Hongarije                                 | 2 – 1 | Nederland        | Népstadion, Boedapest Toeschouwers: 24.352 Scheidsrechter: Franz Mayer (AUT) |
| 10 mei EK 1968 kwalificatie № 293 «onderlinge duels» 19:15 uur (UTC+1) | Kálmán Mészöly 7' (pen.) János Farkas 38' |       | 59' Wim Suurbier | Népstadion, Boedapest Toeschouwers: 24.352 Scheidsrechter: Franz Mayer (AUT) |

|                                                                              |                  |       |     |                                                                                      |
| 13 september EK 1968 kwalificatie № 294 «onderlinge duels» 20:15 uur (UTC+1) | Nederland        | 1 – 0 | DDR | Olympisch Stadion, Amsterdam Toeschouwers: 44.505 Scheidsrechter: Tiny Wharton (SCO) |
| 13 september EK 1968 kwalificatie № 294 «onderlinge duels» 20:15 uur (UTC+1) | Johan Cruijff 2' |       |     | Olympisch Stadion, Amsterdam Toeschouwers: 44.505 Scheidsrechter: Tiny Wharton (SCO) |

|                                                                           |                                                    |       |                                   |                                                                                             |
| 4 oktober EK 1968 kwalificatie № 295 «onderlinge duels» 19:00 uur (UTC+1) | Denemarken                                         | 3 – 2 | Nederland                         | Københavns Idrætspark, Kopenhagen Toeschouwers: 34.375 Scheidsrechter: Malcolm Wright (NIR) |
| 4 oktober EK 1968 kwalificatie № 295 «onderlinge duels» 19:00 uur (UTC+1) | Kresten Bjerre 43' (pen.), 71' Tom Søndergaard 53' |       | 74' Wim Suurbier 76' Rinus Israël | Københavns Idrætspark, Kopenhagen Toeschouwers: 34.375 Scheidsrechter: Malcolm Wright (NIR) |

|                                                                         |                 |       |                                 |                                                                                |
| 1 november Vriendschappelijk № 296 «onderlinge duels» 20:30 uur (UTC+1) | Nederland       | 1 – 2 | Joegoslavië                     | De Kuip, Rotterdam Toeschouwers: 64.000 Scheidsrechter: Kurt Tschenscher (FRG) |
| 1 november Vriendschappelijk № 296 «onderlinge duels» 20:30 uur (UTC+1) | Sjaak Swart 53' |       | 80' Rudolf Belin 81' Ivica Osim | De Kuip, Rotterdam Toeschouwers: 64.000 Scheidsrechter: Kurt Tschenscher (FRG) |

|                                                                          |                                     |       |                    |                                                                              |
| 29 november Vriendschappelijk № 297 «onderlinge duels» 20:30 uur (UTC+1) | Nederland                           | 3 – 1 | Sovjet-Unie        | De Kuip, Rotterdam Toeschouwers: 60.000 Scheidsrechter: Bobby Davidson (SCO) |
| 29 november Vriendschappelijk № 297 «onderlinge duels» 20:30 uur (UTC+1) | Henk Wery 23', 28' Piet Romeijn 68' |       | 35' Valeriy Maslov | De Kuip, Rotterdam Toeschouwers: 60.000 Scheidsrechter: Bobby Davidson (SCO) |

### 1968
|                                                                      |                  |       |                                          |                                                                                       |
| 7 april Vriendschappelijk № 298 «onderlinge duels» 14:30 uur (UTC+1) | Nederland        | 1 – 2 | België                                   | Olympisch Stadion, Amsterdam Toeschouwers: 34.000 Scheidsrechter: John Paterson (SCO) |
| 7 april Vriendschappelijk № 298 «onderlinge duels» 14:30 uur (UTC+1) | Jan Klijnjan 44' |       | 10' Odilon Polleunis 59' Johan De Vrindt | Olympisch Stadion, Amsterdam Toeschouwers: 34.000 Scheidsrechter: John Paterson (SCO) |

|                                                                    |       |       |           |                                                                                            |
| 1 mei Vriendschappelijk № 299 «onderlinge duels» 17:30 uur (UTC+1) | Polen | 0 – 0 | Nederland | Wojska Polskiegostadion, Warschau Toeschouwers: 22.000 Scheidsrechter: René Vigliani (FRA) |
| 1 mei Vriendschappelijk № 299 «onderlinge duels» 17:30 uur (UTC+1) |       |       |           | Wojska Polskiegostadion, Warschau Toeschouwers: 22.000 Scheidsrechter: René Vigliani (FRA) |

|                                                                     |           |       |           |                                                                                    |
| 30 mei Vriendschappelijk № 300 «onderlinge duels» 20:15 uur (UTC+1) | Nederland | 0 – 0 | Schotland | Olympisch Stadion, Amsterdam Toeschouwers: 19.000 Scheidsrechter: Karl Riegg (FRG) |
| 30 mei Vriendschappelijk № 300 «onderlinge duels» 20:15 uur (UTC+1) |           |       |           | Olympisch Stadion, Amsterdam Toeschouwers: 19.000 Scheidsrechter: Karl Riegg (FRG) |

|                                                                     |           |       |          |                                                                                        |
| 5 juni Vriendschappelijk № 301 «onderlinge duels» 17:30 uur (UTC+2) | Nederland | 0 – 0 | Roemenië | Stadionul Republicii, Boekarest Toeschouwers: 20.000 Scheidsrechter: Nejat Şener (TUR) |
| 5 juni Vriendschappelijk № 301 «onderlinge duels» 17:30 uur (UTC+2) |           |       |          | Stadionul Republicii, Boekarest Toeschouwers: 20.000 Scheidsrechter: Nejat Şener (TUR) |

|                                                                             |           |                                    |           |                                                                              |
| 4 september WK 1970 kwalificatie № 302 «onderlinge duels» 20:30 uur (UTC+1) | Luxemburg | 0 – 2                              | Nederland | De Kuip, Rotterdam Toeschouwers: 48.188 Scheidsrechter: Hubert Burguet (BEL) |
| 4 september WK 1970 kwalificatie № 302 «onderlinge duels» 20:30 uur (UTC+1) |           | 22' Wim Jansen 70' Wim van Hanegem |           | De Kuip, Rotterdam Toeschouwers: 48.188 Scheidsrechter: Hubert Burguet (BEL) |

|                                                                            |                                               |       |           |                                                                                                |
| 27 oktober WK 1970 kwalificatie № 303 «onderlinge duels» 15:30 uur (UTC+2) | Bulgarije                                     | 2 – 0 | Nederland | Vasil Levski Nationaal Stadion, Sofia Toeschouwers: 18.073 Scheidsrechter: Bill Anderson (SCO) |
| 27 oktober WK 1970 kwalificatie № 303 «onderlinge duels» 15:30 uur (UTC+2) | Hristo Bonev 44' (pen.) Georgi Asparukhov 65' |       |           | Vasil Levski Nationaal Stadion, Sofia Toeschouwers: 18.073 Scheidsrechter: Bill Anderson (SCO) |

### 1969
|                                                                          |                                                             |       |           |                                                                          |
| 26 maart WK 1970 kwalificatie № 304 «onderlinge duels» 20:30 uur (UTC+1) | Nederland                                                   | 4 – 0 | Luxemburg | De Kuip, Rotterdam Toeschouwers: 47.207 Scheidsrechter: Jack Adair (NIR) |
| 26 maart WK 1970 kwalificatie № 304 «onderlinge duels» 20:30 uur (UTC+1) | Johan Cruijff 25' Dick van Dijk 29' Theo Pahlplatz 85', 89' |       |           | De Kuip, Rotterdam Toeschouwers: 47.207 Scheidsrechter: Jack Adair (NIR) |

|                                                                       |                          |       |                   |                                                                                   |
| 16 april Vriendschappelijk № 305 «onderlinge duels» 20:30 uur (UTC+1) | Nederland                | 2 – 0 | Tsjecho-Slowakije | De Kuip, Rotterdam Toeschouwers: 12.000 Scheidsrechter: Gerhard Schulenburg (FRG) |
| 16 april Vriendschappelijk № 305 «onderlinge duels» 20:30 uur (UTC+1) | Sjaak Roggeveen 81', 85' |       |                   | De Kuip, Rotterdam Toeschouwers: 12.000 Scheidsrechter: Gerhard Schulenburg (FRG) |

|                                                                       |                     |       |       |                                                                            |
| 7 mei WK 1970 kwalificatie № 306 «onderlinge duels» 20:30 uur (UTC+1) | Nederland           | 1 – 0 | Polen | De Kuip, Rotterdam Toeschouwers: 43.658 Scheidsrechter: Kevin Howley (ENG) |
| 7 mei WK 1970 kwalificatie № 306 «onderlinge duels» 20:30 uur (UTC+1) | Sjaak Roggeveen 89' |       |       | De Kuip, Rotterdam Toeschouwers: 43.658 Scheidsrechter: Kevin Howley (ENG) |

|                                                                             |                                              |       |               |                                                                               |
| 7 september WK 1970 kwalificatie № 307 «onderlinge duels» 16:00 uur (UTC+1) | Polen                                        | 2 – 1 | Nederland     | Śląskistadion, Chorzów Toeschouwers: 70.220 Scheidsrechter: Ivan Placek (TCH) |
| 7 september WK 1970 kwalificatie № 307 «onderlinge duels» 16:00 uur (UTC+1) | Andrzej Jarosik 56' Włodzimierz Lubański 67' |       | 20' Henk Wery | Śląskistadion, Chorzów Toeschouwers: 70.220 Scheidsrechter: Ivan Placek (TCH) |

|                                                                            |                     |       |                  |                                                                                 |
| 22 oktober WK 1970 kwalificatie № 308 «onderlinge duels» 20:30 uur (UTC+1) | Nederland           | 1 – 1 | Bulgarije        | De Kuip, Rotterdam Toeschouwers: 63.304 Scheidsrechter: Gunnar Michaelsen (DEN) |
| 22 oktober WK 1970 kwalificatie № 308 «onderlinge duels» 20:30 uur (UTC+1) | Wietse Veenstra 35' |       | 68' Hristo Bonev | De Kuip, Rotterdam Toeschouwers: 63.304 Scheidsrechter: Gunnar Michaelsen (DEN) |

|                                                                         |           |                |          |                                                                                       |
| 5 november Vriendschappelijk № 309 «onderlinge duels» 20:15 uur (UTC+1) | Nederland | 0 – 1          | Engeland | Olympisch Stadion, Amsterdam Toeschouwers: 33.000 Scheidsrechter: Pavel Kazakov (URS) |
| 5 november Vriendschappelijk № 309 «onderlinge duels» 20:15 uur (UTC+1) |           | 84' Colin Bell |          | Olympisch Stadion, Amsterdam Toeschouwers: 33.000 Scheidsrechter: Pavel Kazakov (URS) |

## Samenvatting
| 1960 - 1969       | 1960 - 1969                          | 1960 - 1969                          | 1960 - 1969                          | 1960 - 1969                          | 1960 - 1969                          | 1960 - 1969                          | 1960 - 1969                          |                   | 1905 - 1969     | 1905 - 1969 | 1905 - 1969 | 1905 - 1969 | 1905 - 1969 | 1905 - 1969 | 1905 - 1969 | 1905 - 1969 |
| Competitie        | Totaal gespeeld                      | Winst                                | Gelijk                               | Verlies                              | Doelpunten                           | Doelpunten                           | Doelpunten                           | Competitie        | Totaal gespeeld | Winst       | Gelijk      | Verlies     | Doelpunten  | Doelpunten  | Doelpunten  |             |
| Competitie        | Totaal gespeeld                      | Winst                                | Gelijk                               | Verlies                              | Voor                                 | Tegen                                | Saldo                                | Competitie        | Totaal gespeeld | Winst       | Gelijk      | Verlies     | Voor        | Tegen       | Saldo       |             |
| ----------------- | ------------------------------------ | ------------------------------------ | ------------------------------------ | ------------------------------------ | ------------------------------------ | ------------------------------------ | ------------------------------------ | ----------------- | --------------- | ----------- | ----------- | ----------- | ----------- | ----------- | ----------- | ----------- |
| WK Eindronde      | Geen WK deelnames                    | Geen WK deelnames                    | Geen WK deelnames                    | Geen WK deelnames                    | Geen WK deelnames                    | Geen WK deelnames                    | Geen WK deelnames                    | WK Eindronde      | 2               | 0           | 0           | 2           | 2           | 6           | -4          |             |
| WK Kwalificatie   | 15                                   | 5                                    | 5                                    | 5                                    | 19                                   | 16                                   | +3                                   | WK Kwalificatie   | 23              | 10          | 7           | 6           | 45          | 28          | +17         |             |
| EK Kwalificatie   | 10                                   | 3                                    | 3                                    | 4                                    | 17                                   | 16                                   | +1                                   | EK Kwalificatie   | 10              | 3           | 3           | 4           | 17          | 16          | +1          |             |
| Olympische Spelen | Geen deelnames aan Olympische Spelen | Geen deelnames aan Olympische Spelen | Geen deelnames aan Olympische Spelen | Geen deelnames aan Olympische Spelen | Geen deelnames aan Olympische Spelen | Geen deelnames aan Olympische Spelen | Geen deelnames aan Olympische Spelen | Olympische Spelen | 21              | 10          | 2           | 9           | 51          | 44          | +7          |             |
| Vriendschappelijk | 41                                   | 13                                   | 8                                    | 20                                   | 60                                   | 59                                   | +1                                   | Vriendschappelijk | 253             | 102         | 49          | 102         | 602         | 561         | +41         |             |
| Totaal            | 66                                   | 21                                   | 16                                   | 29                                   | 96                                   | 91                                   | +5                                   | Totaal            | 309             | 125         | 61          | 123         | 717         | 655         | +62         |             |

UEFA: Albanië · België · Bulgarije · Cyprus · Denemarken · West-Duitsland · Duitse Democratische Republiek · Engeland · Finland · Frankrijk · Griekenland · Hongarije · Ierland · IJsland · Italië · Joegoslavië · Luxemburg · Malta · Nederland · Noord-Ierland · Noorwegen · Oostenrijk · Polen · Portugal · Roemenië · Schotland · Sovjet-Unie · Spanje · Tsjecho-Slowakije · Turkije · Wales · Zweden · Zwitserland

CAF: Madagaskar AFC: Israël

KNVB ·
A-internationals ·
Bondscoaches (m) ·
Topscorers ·
Nederlands vrouwenelftal ·
Bondscoaches (v) ·
Nederland B ·
Olympisch elftal ·
Jong Oranje ·
Nederland –20 ·
Nederland –19 ·
Nederland –18 ·
Nederland –17 ·
Nederland –16 ·
Nederland –15 ·
Nederlands amateurelftal ·
Nederlands zaterdagelftal ·
Jong OranjeLeeuwinnen ·
Vrouwen –20 ·
Vrouwen –19 ·
Vrouwen –18 ·
Vrouwen –17 ·
Vrouwen –16 ·
Vrouwen –15 ·
Militair mannenelftal ·
Militair vrouwenelftal ·
Strandteam ·
Vrouwen Strandteam ·
Futsalteam ·
Vrouwen Futsalteam

EK-wedstrijden ·
WK-wedstrijden ·
Resultaten kwalificaties en eindronden ·
Nederland B-wedstrijden ·
Officieuze wedstrijden ·
EK-wedstrijden vrouwen ·
WK-wedstrijden vrouwen ·
Resultaten vrouwen kwalificaties en eindronden
1905 – 1919 ·
1920 – 1929 ·
1930 – 1939 ·
1940 – 1949 ·
1950 – 1959 ·
1960 – 1969 ·
1970 – 1979 ·
1980 – 1989 ·
1990 – 1999 ·
2000 – 2009 ·
2010 – 2019 ·
2020 – 2029
2015 ·
2016 ·
2017 ·
2018 ·
2019 ·
2020 ·
2021 · 
2022
EK's: 1976 · 
1980 · 
1988 · 
1992 · 
1996 · 
2000 · 
2004 · 
2008 · 
2012 · 
2020 · 
2024
WK's: 1934 · 
1938 · 
1974 · 
1978 · 
1990 · 
1994 · 
1998 · 
2006 · 
2010 · 
2014 · 
2022
OS: 1908 ·
1912 ·
1920 ·
1924 ·
1928 ·
1948 ·
1952 ·
2008
Albanië ·
Andorra ·
Argentinië ·
Armenië ·
Australië ·
België ·
Bosnië en Herzegovina ·
Brazilië ·
Bulgarije ·
Canada ·
Chili ·
China ·
Colombia ·
Costa Rica ·
Curaçao ·
Cyprus ·
DDR ·
Denemarken ·
Duitsland ·
Ecuador ·
Egypte ·
Engeland ·
Estland ·
Faeröer ·
Finland ·
Frankrijk ·
GOS · 
Georgië ·
Ghana ·
Gibraltar ·
Griekenland ·
Hongarije ·
Ierland ·
IJsland ·
Indonesië ·
Iran ·
Israël ·
Italië ·
Ivoorkust ·
Japan ·
Joegoslavië ·
Kameroen ·
Kazachstan ·
Kroatië ·
Letland ·
Liechtenstein ·
Luxemburg ·
Malta ·
Marokko ·
Mexico ·
Moldavië ·
Montenegro ·
Nederlandse Antillen ·
Nigeria ·
Noord-Ierland ·
Noord-Macedonië ·
Noorwegen ·
Oekraïne ·
Oostenrijk ·
Paraguay ·
Peru ·
Polen ·
Portugal ·
Qatar ·
Roemenië ·
Rusland ·
Saarland ·
San Marino ·
Saoedi-Arabië ·
Schotland ·
Senegal ·
Servië en Montenegro ·
Slovenië ·
Slowakije ·
Sovjet-Unie ·
Spanje ·
Suriname ·
Thailand ·
Tsjechië ·
Tsjecho-Slowakije ·
Tunesië ·
Turkije ·
Uruguay ·
Verenigd Koninkrijk ·
Verenigde Staten ·
Wales ·
Wit-Rusland ·
Zuid-Afrika ·
Zuid-Korea ·
Zweden ·
Zwitserland
Argentinië (1978) ·
Argentinië (2006) ·
Argentinië (2014) ·
Argentinië (2022) ·
Australië (2014) ·
Brazilië (2014) ·
Chili (2014) · 
Costa Rica (2014) ·
Denemarken (2010) ·
Denemarken (2012) ·
Duitsland (2012) · 
Ecuador (2022) · 
Frankrijk (2008) ·
Italië (2008) ·
Ivoorkust (2006) ·
Japan (2010) ·
Kameroen (2010) ·
Mexico (2014) · 
Noord-Macedonië (2021) · 
Oekraïne (2021) · 
Oostenrijk (2021) · 
Portugal (2006) ·
Portugal (2012) ·
Portugal (2019) ·
Qatar (2022) ·
Roemenië (2008) ·
Rusland (2008) ·
San Marino (2011) ·
Senegal (2022) ·
Servië en Montenegro (2006) ·
Sovjet-Unie (1988) ·
Spanje (2010) ·
Spanje (2014) ·
Tsjechië (2021) · 
Uruguay (2010) ·
Verenigde Staten (2022) · 
West-Duitsland (1974)